# Nazionale maschile di beach soccer dell'Azerbaigian
La nazionale di beach soccer dell’Azerbaigian rappresenta l’ Azerbaigian nelle competizioni internazionali di beach soccer.